# NetJets
NetJets ist der gemeinsame Markenauftritt von drei rechtlich eigenständigen Unternehmen, die Geschäftsreiseflugzeuge vermieten und teilweise auch Beteiligungen an diesen Flugzeugen vermarkten. Die Unternehmen sind NetJets Aviation (ehemals Executive Jet Aviation) mit Sitz in den Vereinigten Staaten, NetJets Europe (ehemals NetJets Transportes Aéreos) mit Hauptsitz in Portugal und NetJets Business Aviation in der Volksrepublik China.

## NetJets Aviation
Die US-amerikanische Gesellschaft ging aus der 1964 gegründeten Executive Jet Aviation hervor. 1986 gründete Executive Jet Aviation eine Tochtergesellschaft, über die sich Investoren anteilmäßig am Kauf von Geschäftsreiseflugzeugen beteiligen konnten (fractional ownership). Die Idee zum Anteilskauf von Flugzeugen stammt von Richard Santulli, dem damaligen Chef des Unternehmens. Es war das erste Projekt dieser Art weltweit. 1998 wurde Executive Jet Aviation von Warren Buffett aufgekauft und gehört nun zu Berkshire Hathaway.
Im Juni 2012 wurde bekannt, dass NetJets bei den Herstellern Bombardier und Cessna insgesamt 425 Maschinen bestellt habe. Dabei seien 100 Maschinen bei Bombardier fest bestellt und weitere 175 mit einer Kaufoption versehen. Bei Cessna seien 25 Maschinen fest bestellt, für weitere 125 bestehe eine Option. Das geschätzte Gesamtvolumen der Aufträge liege bei rund 9,6 Milliarden Euro.

## NetJets Europe
Das Unternehmen NetJets Europe ist die größte europäische Geschäftsfluggesellschaft. Hauptsitz ist Paço de Arcos in der Nähe von Lissabon. Die Gesellschaft entstand 1996 in Zusammenarbeit mit dem portugiesischen Unternehmer Paulo Mipuri als zunächst nichtselbständige Sparte seiner Fluggesellschaft Air Luxor. Anfangs betrieb Air Luxor den Geschäftsflugverkehr im Markenauftritt NetJets Europe mit gemieteten Flugzeugen der Typen Cessna 500 Citation, Cessna S550 Citation II und Dassault Falcon 20E, wobei sie einzelne Maschinen auf den Flughäfen Exeter (Großbritannien) und Paris-Le Bourget (Frankreich) stationierte. Weitere Flugzeuge, die ebenfalls unter der Marke NetJets Europe zum Einsatz kamen, verlegte Air Luxor im Folgejahr unter anderem nach London-Luton und Macau (damals  portugiesische Kolonie). Im Zuge einer Umstrukturierung ging aus der Geschäftsflugsparte der Air Luxor im Jahr 2001 das Unternehmen NetJets – Transportes Aéreos (im Markenauftritt weiterhin NetJets Europe) hervor, das gleichzeitig ein eigenes Air Operator Certificate erhielt.
Ab April 2005 erbrachte NetJets Europe für das Produkt Lufthansa Private Jet der Lufthansa sowohl Zubringerflüge für die Mainline als auch Punkt-zu-Punkt-Verbindungen. Der Kooperationsvertrag endete im  Februar 2008. Die Flüge wurden von NetJets Europe aber seit Mitte Dezember 2007 nicht mehr absolviert. Allerdings gibt es seit geraumer Zeit wieder eine Kooperation mit Lufthansa.
2006 erwirtschaftete das Unternehmen NetJets Europe einen Umsatz von rund einer halben Milliarde Euro. Dies bedeutete für die Fluggesellschaft zum ersten Mal eine positive Bilanz. Unter den rund 1300 Kunden befand sich etwa ein Viertel der größten Aktiengesellschaften in Europa. Es wurden 62.000 Flüge absolviert (+33 % zum Vorjahr). Für das Jahr 2007 wurde in Deutschland mit einem Zuwachs von 60 bis 70 % gerechnet. Außerdem sollte die Flotte von 114 auf 138 Maschinen 2007 anwachsen.
Mit der Einführung des Dassault Falcon 7X im 4. Quartal 2008 wurde vom Architekten Norman Foster ein neues Design für Interieur und äußeres Erscheinungsbild der Flugzeuge entwickelt. Diese neue Idee sollte in den nächsten 2–3 Jahren auf die gesamte NetJets Europe Flotte angewendet und bestehende Flugzeuge angepasst werden. Das neue Design in Form einer Zorro-Maske, welche sich vom Cockpit bis zum Heck erstreckt, wurde zum ersten Mal auf einer neuen Hawker 750 gesehen, welche im August 2008 den NetJets Ownern in Paris vorgestellt wurde. Unmittelbar danach wurde auch eine Cessna Citation XLS mit neuen Farben in die Flotte aufgenommen. Die „Maske“ ist auf der Small und Medium Cabin Fleet in dunklen Grautönen, die Hawker 4000 hellem Sandgrau, und die large Cabin Fleet in dunklem Blau gehalten.
Im März 2009 erwarb NetJets 80 Prozent der Anteile an der Hessischen Flugplatz GmbH Egelsbach, der Betreibergesellschaft des Flugplatzes Frankfurt-Egelsbach im Kreis Offenbach (Hessen). Angestrebt war eine komplette Übernahme, zwei der fünf Alteigentümer (die Gemeinde Egelsbach und die Stadt Langen) durften aber nach einem Bürgerentscheid und nach einer Entscheidung des Hessischen Verwaltungsgerichtshofs in Kassel nicht verkaufen.
Aufgrund der schlechten wirtschaftlichen Lage reduzierte NetJets Europe ihre Belegschaft mit Stand November 2012 um 128 Flugkapitäne.

## Flotte

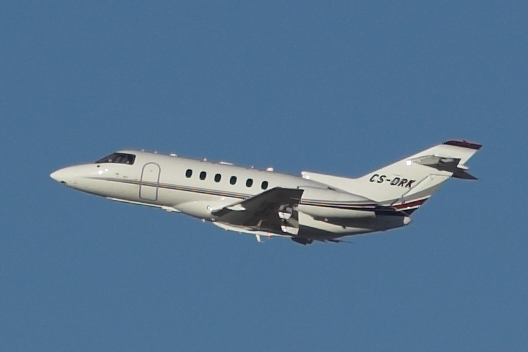
Eine Raytheon Hawker 800XPC der NetJets

Die Flotte der NetJets Europe besteht mit Stand Februar 2017 aus 100 Flugzeugen folgender Typen:
- Bombardier Challenger 350
- Bombardier Global 6000
- Cessna Citation Latitude
- Dassault Falcon 2000/2000EX
- Embraer Phenom 300
- Gulfstream G550

NetJets bietet innerhalb der Gruppe über NetJets International Inc. (NJI) auch die Nutzung von folgenden größeren Geschäftsreiseflugzeugen an:
- Boeing BBJ
- Gulfstream GIV-SP
- Gulfstream G450
- Gulfstream G500
- Gulfstream G550

Bestellungen
- 125 Embraer Phenom 300 (+ 75 Optionen)
- 30 Bombardier-Global-Familie 5000 Vision / Global Express XRS Vision
- 20 Bombardier Global 7000 / 8000 (+ 70 Optionen)
- bis zu 323 Cessnas (Oktober 2018)[14]
- 1500 Cessna Citation Longitude, Latitude und Ascend (September 2023)[15]